# Benjamín Carrión
Manuel Benjamín Carrión Mora (* 20. April 1898 in Loja; † 8. März 1979 in Quito) war ein ecuadorianischer Schriftsteller, Politiker, Diplomat und Universitätsdozent. Viele sehen in ihm neben Jorge Icaza einen der bedeutendsten ecuadorianischen Schriftsteller des 20. Jahrhunderts, obgleich einige seiner Verdienste als Kulturpolitiker noch deutlich höher bewerten als seine literarischen.

## Leben
Nachdem er seine Kindheit und Jugend in Loja verbracht hatte, studierte Carrión Rechtswissenschaften in Quito. 1922 schloss er das Studium mit einem Doktortitel ab. Im selben Jahr heiratete er Águeda Eguiguren Riofrío und gewann seinen ersten Literaturpreis. Auch begann hier seine politische Laufbahn mit einem Sitz als Parlamentsabgeordneter für die Sozialistische Partei.
1924 begann Carrións diplomatische Laufbahn, die ihn zunächst als Konsul nach Le Havre in Frankreich führte. Später war er Botschafter in Kolumbien (1937–39), Mexiko und Chile. Seine politische Karriere erreichte ihren Höhepunkt, als er 1932 Minister für Erziehung wurde.

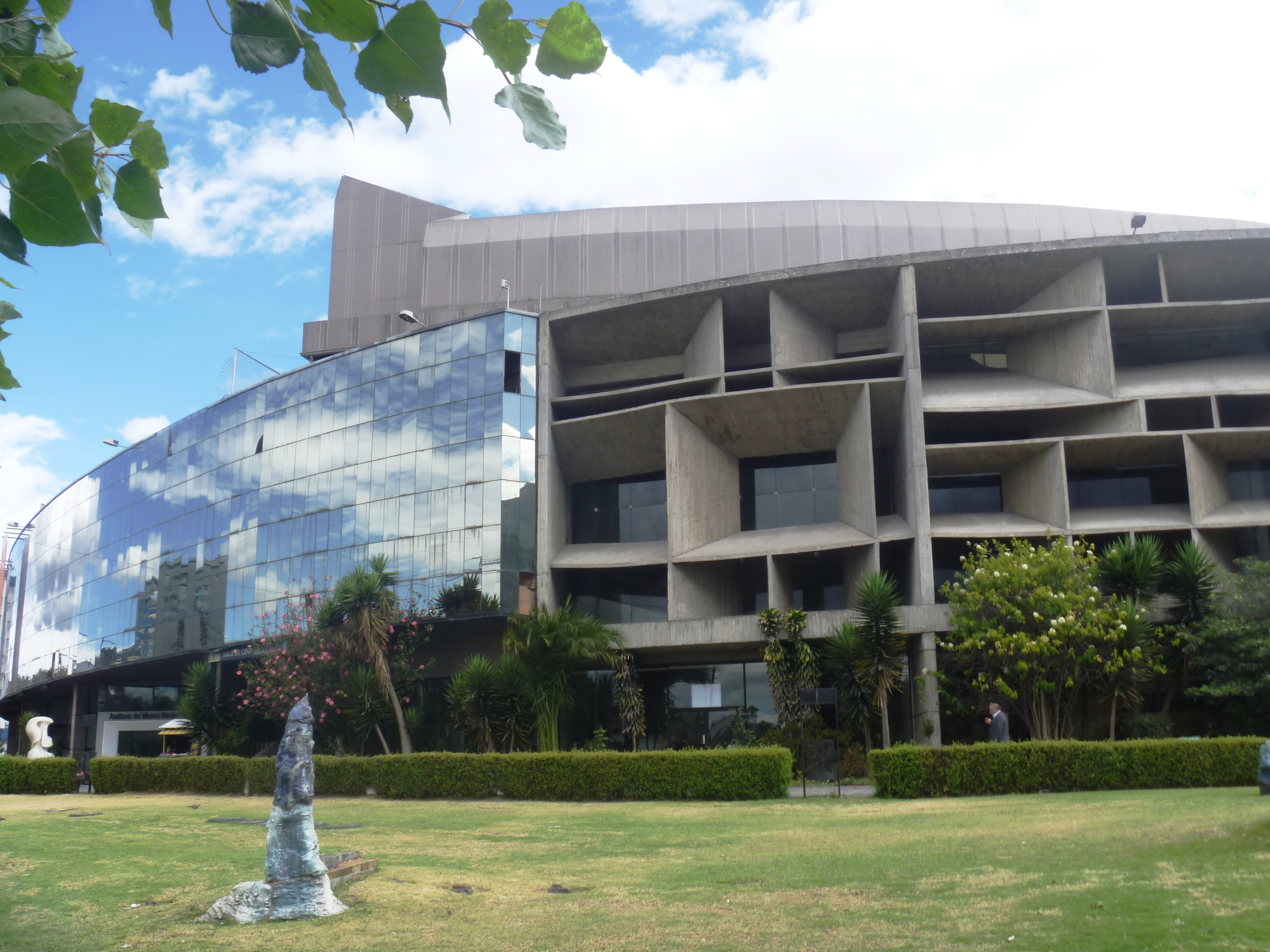
Zentrale der Casa de la Cultura Benjamín Carrión in Quito

1944 gründete Carrión die heute nach ihm benannte staatliche Kulturinstitution Casa de la Cultura Ecuatoriana in Quito, die im ganzen Land mehrere Museen betreibt, und wurde deren erster Präsident.
1979 starb Benjamín Carrión im Alter von 82 Jahren.

## Werke (Auswahl)
- 1928: Los creadores de la nueva América
- 1931: Mapa de América
- 1934: Atahuallpa
- 1943: Cartas al Ecuador
- 1951: El nuevo relato ecuatoriano
- 1954: San Miguel de Unamuno
- 1956: Santa Gabriela Mistral
- 1960: Nuevas cartas al Ecuador
- 1967: El cuento de la patria
- 1970: Raíz y camino de nuestra cultura